# Jogorvoslat
A jogorvoslat az alkotmányjogban, valamint az eljárásjogokban használt gyűjtőfogalom minden olyan kérelem megnevezésére, amelyben azt kérik, hogy egy jogszabály alapján hozott döntést változtassanak meg. A jogorvoslat megengedhetőségére, elnevezésére és főbb szabályaira vonatkozó rendelkezéseket a vonatkozó jogszabályok állapítják meg.
A jogorvoslathoz való jog az Alaptörvény XXVIII. Cikk (6) és (7) bekezdéseiben foglalt alkotmányos jog.
A rendes és a rendkívüli jogorvoslatok között az a különbség, hogy míg a rendes jogorvoslattal nem jogerős  döntés támadható meg, jogerős döntéssel szemben csak jogszabály engedhet rendkívüli jogorvoslatot.  
A jogorvoslatok közé tartozó, ám azoknál szűkebb csoport tagjai az ú.n. perorvoslatok, amelyek csak bírósági eljárásokban alkalmazhatók.

## A kérelmek elnevezései
A jogorvoslat gyűjtőfogalma alá tartozó kérelmek konkrét elnevezéseit a vonatkozó jogszabályok különféleképpen határozzák meg. Ezek közé tartozik:
- a panasz
- a fellebbezés
- a felülvizsgálati kérelem
- a kifogás
- egyes esetekben a felszólalás vagy az észrevétel.

## A perorvoslatok
A perorvoslatok két fajtája a rendes perorvoslat és a rendkívüli perorvoslat.
Rendes perorvoslat a fellebbezés.
Rendkívüli perorvoslat a perújítás.

## A jogorvoslati jogosultság
Ha a törvény kivételt nem tesz, jogorvoslatnak van helye a határozatok, intézkedések ellen illetőleg az intézkedések elmulasztása miatt. Erről a jogáról ugyanakkor az eljárás alá vont személy írásban lemondhat.